# Filippo Acciaiuoli (cardinale)
Filippo Acciaiuoli (Roma, 12 marzo 1700 – Ancona, 24 luglio 1766) è stato un cardinale italiano; nominato da papa Clemente XIII, era discendente della famiglia fiorentina degli Acciaiuoli.
Era figlio di Ottaviano Acciaiuoli, primo marchese di Novi, e di Marianna dei marchesi Torriglioni, contessa del Cassero. Era nipote del cardinale Niccolò Acciaioli.

## Biografia
Studiò all'Università di Roma ove si laureò nel 1722 in utroque jure.
Protonotario apostolico partecipante dal 30 gennaio 1723, nominato lo stesso anno referendario dei Supremi Tribunali della Segnatura Apostolica di Grazia e di Giustizia. Vice legato pontificio a Ravenna nel 1724 e governatore pontificio di Città di Castello dal 10 luglio 1728. Fu anche relatore della Congregazione della Sacra Consulta.
Nel 1737 divenne presidente della Reverenda Camera Apostolica e Ponente della Congregazione delle Immunità. Chierico della medesima reverenda camera nel 1739. Nel 1743 fu nominato Segretario della Congregazione di Ripa e delle Acque.
Il 2 dicembre 1743 divenne arcivescovo titolare di Petra in Palestina (fu consacrato sacerdote l'8 dicembre dello stesso anno ed il 21 dicembre consacrato vescovo, il giorno successivo fu nominato chierico assistente al Soglio pontificio). Nel 1744 ricoprì la carica di nunzio apostolico in Svizzera (dal 22 gennaio) e nel 1754 in Portogallo (28 gennaio), dove non poté impedire la soppressione e la cacciata dei Gesuiti. Venne anch'egli espulso dal Portogallo il 15 giugno 1760 per ordine del marchese di Pombal e accompagnato ai confini con la Spagna.
Papa Clemente XIII lo elevò al rango di cardinale-presbitero nel concistoro del 24 settembre 1759 con il titolo cardinalizio di Santa Maria degli Angeli. Il 23 gennaio 1763 divenne vescovo, con il titolo personale di arcivescovo, di Ancona e Umana.
Morì ad Ancona il 24 luglio 1766: la salma riposa nella cattedrale di Ancona.

## Genealogia episcopale e successione apostolica
La genealogia episcopale è:
- Cardinale Scipione Rebiba
- Cardinale Giulio Antonio Santori
- Cardinale Girolamo Bernerio, O.P.
- Arcivescovo Galeazzo Sanvitale
- Cardinale Ludovico Ludovisi
- Cardinale Luigi Caetani
- Cardinale Ulderico Carpegna
- Cardinale Paluzzo Paluzzi Altieri degli Albertoni
- Papa Benedetto XIII
- Papa Benedetto XIV
- Cardinale Filippo Acciaiuoli

La successione apostolica è:
- Vescovo Joseph-Hubert de Boccard (1746)
- Vescovo Gaspar Afonso da Costa Brandão (1756)
- Vescovo António Caetano da Rocha (1756)
- Arcivescovo Antônio de São José Moura Marinho, O.E.S.A. (1756)
- Vescovo Aleixo de Miranda Henriques, O.P. (1758)
- Arcivescovo Guglielmo Camaldari (1762)
- Arcivescovo Tiberio Borghesi (1762)
- Vescovo Paolo Maurizio Caissotti, C.O. (1762)